# Сніжні Котли
50°47′00″ пн. ш. 15°34′00″ сх. д. / 50.7833° пн. ш. 15.5667° сх. д.

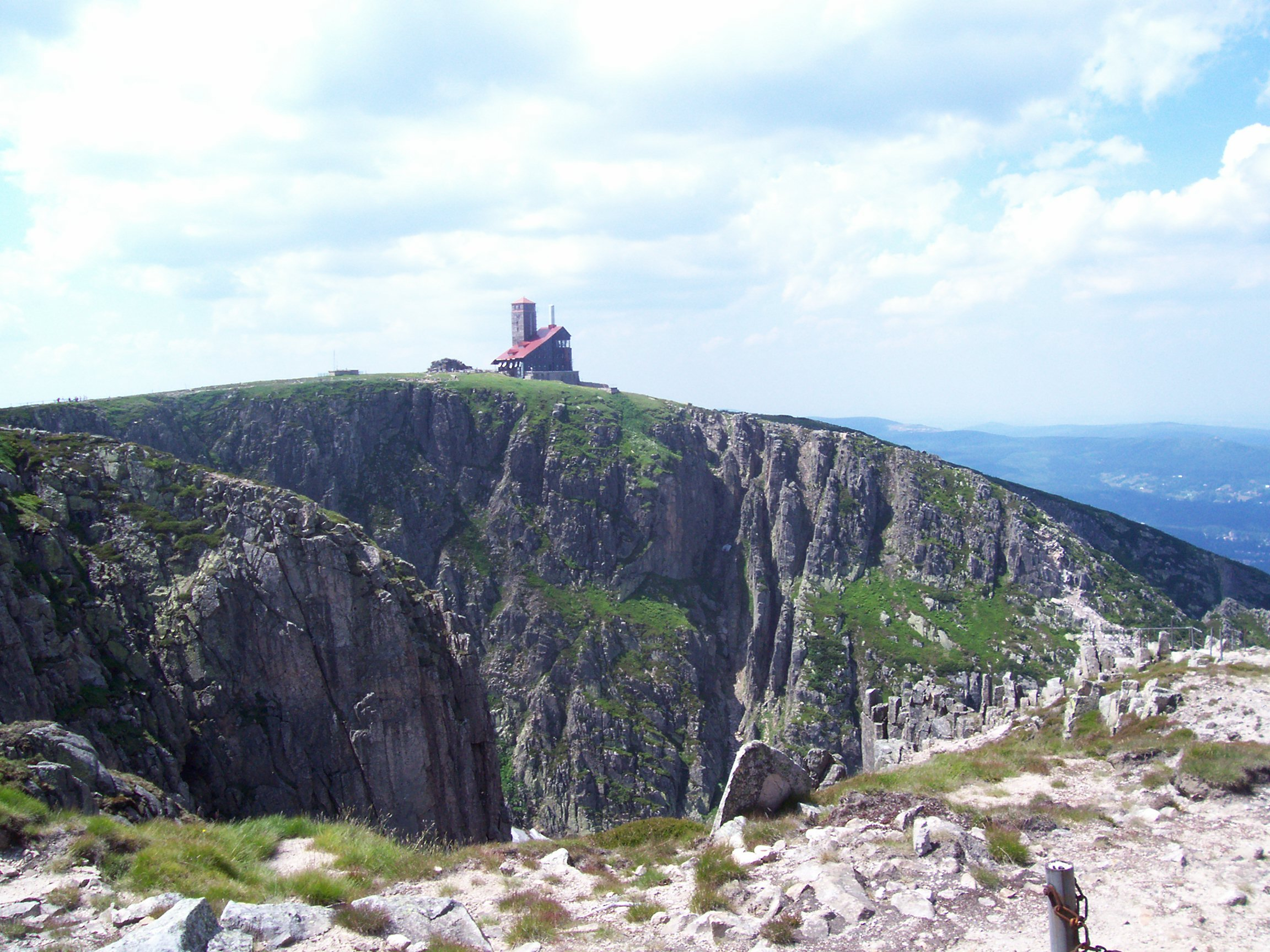
Сніжні Котли

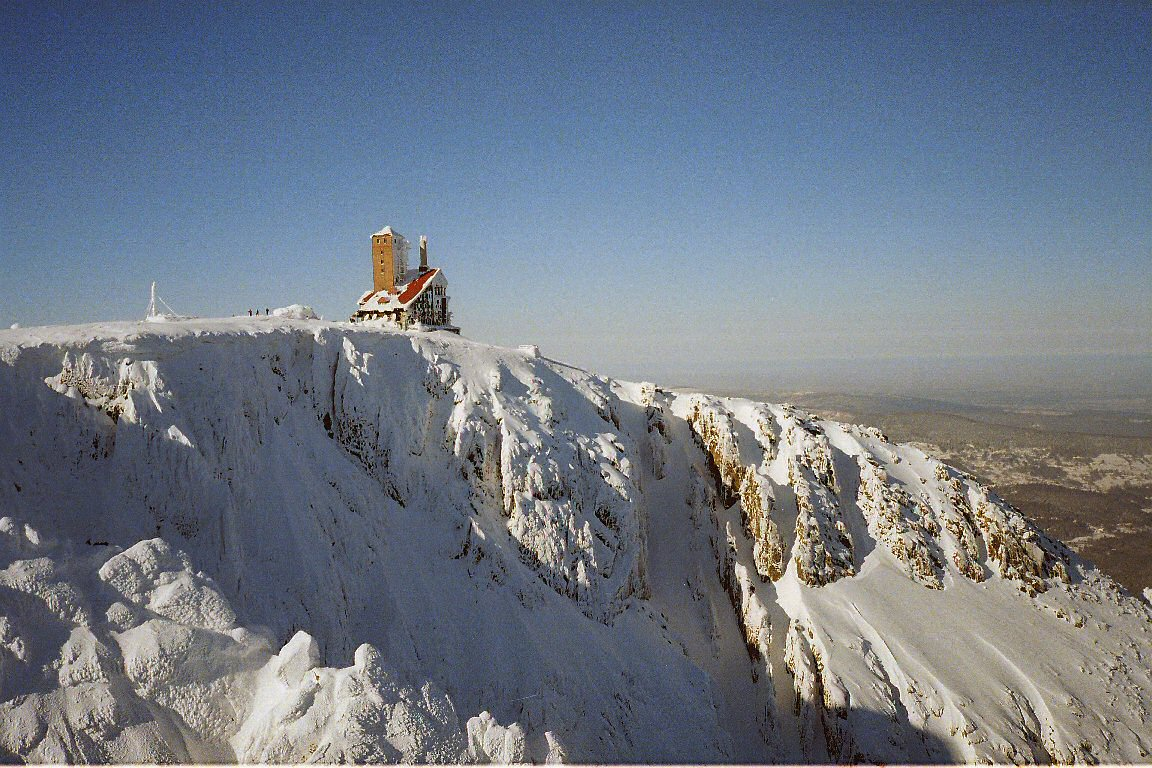
Зимовий пейзаж Снєжного Котли; радіо щогла є орієнтиром

Сніжні Котли (1 175 м (3 855 фут), чеськ. Sněžné jámy , нім. Schneegruben, досл. «Snowy Pits», «Snowy Cirque», «Snowy Cwm») — це два льодовикові природні атракціони, розташовані в Польщі в Судетах в Національному парку Карконоше. Вони є унікальним прикладом альпійського ландшафту і є природним заповідником з 1933 року.

## Опис
Водоспад Каменьчика або Сніжні Котли — це обриви, тунелі і прірви, вироблені льодовиком. Стіни стометрової висоти містять невеликі озера смоли. Вони сформувалися в останню фазу льодовикового періоду і складаються переважно з граніту. Однак у двох відкритих місцях був знайдений базальт (мабуть, вулканічного походження), що досить рідко зустрічається в цій частині Центральної Європи. Деякі рідкісні види арктичних та альпійських рослин з'являються в холодних і темних частинах\: Pulsatilla alpina, Gentiana asclepiadea, Aconitum napellus і єдине місце в Центральній Європі, де з'являється Micranthes nivalis. На вершині, біля Лабського Щита, є радіо- і телевізійна вежа.

## Піші прогулянки та скелелазіння
Можна піднятися на стіни, хоча сходження дозволено лише в січні та лютому і небезпечно; з часів Другої світової війни сталося десять нещасних випадків зі смертю.
Можливі піші прогулянки: Польсько-чеська стежка дружби, частина Головної Судетської стежки, проходить вздовж верхнього хребта, близько до прірви. Стежка від гірської хатини під вершиною Лабські (польською: Schronisko pod Łabskim Szczytem) веде на вершину.